# Chorisops maculiala
Chorisops maculiala är en tvåvingeart som beskrevs av Akira Nagatomi 1964. Chorisops maculiala ingår i släktet Chorisops och familjen vapenflugor. Inga underarter finns listade i Catalogue of Life.